# Кошотень
Кошотень, Кошотені (рум. Coșoteni) — село у повіті Телеорман в Румунії. Входить до складу комуни Ведя.
Село розташоване на відстані 92 км на захід від Бухареста, 30 км на північний захід від Александрії, 99 км на схід від Крайови.

## Населення
За даними перепису населення 2002 року у селі проживали 576 осіб, з них 575 осіб (99,8%) румунів. Усі жителі села рідною мовою назвали румунську.